# Notación matemática

raíz cuadrada de x.

La matemática se apoya en un lenguaje simbólico formal, la notación matemática, que sigue una serie de convenciones propias. Los símbolos representan un concepto, una relación, una operación, o una fórmula matemática según ciertas reglas. Estos símbolos no deben considerarse abreviaturas, sino entidades con valor propio y autónomo.
Algunos principios básicos son:
- Los símbolos de una letra se representan en letra cursiva: {\displaystyle \scriptstyle a,\,b,\,i,\,k,\,x,\,y}, etc.
- Los símbolos de varias letras se representan en letra redonda: {\displaystyle \scriptstyle \cos \alpha ,\,\exp x}, etc.; en lugar de {\displaystyle \scriptstyle \ln x} no debe escribirse {\displaystyle \scriptstyle lnx}, porque eso representaría el producto {\displaystyle \scriptstyle l\cdot n\cdot x} en lugar del logaritmo neperiano.
- Según la norma ISO/IEC 80000 los operadores diferenciales y las constantes matemáticas universales ({\displaystyle \scriptstyle {\text{e}},\,{\text{i}}}), también se escriben con letra redonda: {\displaystyle \scriptstyle a{\text{e}}^{x}}.[1]

## Teoría de conjuntos
Sean {\displaystyle x} un elemento y {\displaystyle A,B} conjuntos
| Relación    | Notación                     | Se lee                                 |
| ----------- | ---------------------------- | -------------------------------------- |
| pertenencia | {\displaystyle x\in A}       | x pertenece a A                        |
| inclusión   | {\displaystyle A\subset B}   | A está contenido en B                  |
|             | {\displaystyle A\subseteq B} | A está contenido en B o es igual que B |
| inclusión   | {\displaystyle A\supset B}   | A contiene a B                         |
|             | {\displaystyle A\supseteq B} | A contiene a B o es igual que B        |

Una barra cruzada sobre el símbolo niega el enunciado; por ejemplo {\displaystyle x\not \in A} es "x no pertenece a A";

### Conjuntos numéricos
La siguiente tabla recoge algunos ejemplos de símbolos que utilizan blackboard bold. Se muestra el símbolo creado con LaTeX, el carácter Unicode equivalente (podría no ser visible dependiendo del navegador y los tipos de letra disponibles), y su significado habitual en matemáticas:
| TeX                            | Unicode | Uso en matemáticas |
| ------------------------------ | ------- | ------------------ |
| {\displaystyle \mathbb {C} \!} | ℂ       | Números complejos  |
| {\displaystyle \mathbb {H} \!} | ℍ       | Cuaterniones       |
| {\displaystyle \mathbb {N} \!} | ℕ       | Números naturales  |
| {\displaystyle \mathbb {P} \!} | ℙ       | Números primos     |
| {\displaystyle \mathbb {Q} \!} | ℚ       | Números racionales |
| {\displaystyle \mathbb {R} \!} | ℝ       | Números reales     |
| {\displaystyle \mathbb {S} \!} | 𝕊       | Esfera             |
| {\displaystyle \mathbb {Z} \!} | ℤ       | Números enteros    |

#### Conjuntos numéricos especiales
{\displaystyle \mathbb {N} =\{1,2,3,\ldots \}}
{\displaystyle \mathbb {N} _{0}=\mathbb {N} ^{*}=\mathbb {N} \cup \{0\}=\{0,1,2,3,\ldots \}}
{\displaystyle \mathbb {Z} =\{\ldots -3,-2,-1,0,1,2,3\ldots \}}
{\displaystyle \mathbb {Z} ^{+}=\mathbb {Z} \setminus \mathbb {Z} ^{-}=\{0,1,2,3,\ldots \}}
{\displaystyle \mathbb {Q} =\{p:\quad p={\frac {a}{b}}\quad /\quad a,b\in \mathbb {Z} \quad \land \quad b\neq 0\}}
{\displaystyle \mathbb {Q} =\{p:\quad p={\frac {a}{b}}\quad /\quad a\in \mathbb {Z} \quad \land \quad b\in \mathbb {N} \}}
{\displaystyle \mathbb {R} ={\mbox{El conjunto de los números reales }}}
{\displaystyle \mathrm {Irracionales} =\mathbb {R} \setminus \mathbb {Q} }
{\displaystyle {\overline {\mathbb {R} }}=\mathbb {R} \cup \{\pm \infty \}={\mbox{ La recta real ampliada}}}
{\displaystyle \mathbb {C} =\{c:\quad c=a+b\cdot i\quad /\quad a,b\in \mathbb {R} \quad \land \quad i^{2}=-1\}}
{\displaystyle \mathbb {S} ^{1}=\{z\in \mathbb {C} \colon \|z\|=1\}}

## Expresiones
| Relación   | Notación                   | Se lee                           |
| ---------- | -------------------------- | -------------------------------- |
| igualdad   | {\displaystyle x=y}        | x es igual que y                 |
| menor que  | {\displaystyle x<y}        | x es menor que y                 |
| mayor que  | {\displaystyle x>y}        | x es mayor que y                 |
| aproximado | {\displaystyle x\approx y} | x es aproximadamente igual que y |

| Cuantificador                                   | Notación                        | Se lee                   |
| ----------------------------------------------- | ------------------------------- | ------------------------ |
| cuantificador universal                         | {\displaystyle \forall x\ ...}  | para todo x              |
| cuantificador existencial                       | {\displaystyle \exists x\ ...}  | Existe por lo menos un x |
| cuantificador existencial con marca de unicidad | {\displaystyle \exists !x\ ...} | Existe un único x        |
| tal que                                         | {\displaystyle x\mid y}         | x, tal que y             |
| por lo tanto                                    | {\displaystyle x\therefore y}   | x, por lo tanto y        |

Ejemplo:
Teorema de Weierstrass:
"Sea f una función real continua en un intervalo real cerrado y acotado [a, b], donde a es estrictamente menor que b.
Se tiene que:
- La función f está acotada.
- La función f alcanza un máximo y un mínimo en dicho intervalo, no necesariamente únicos."

Este teorema se puede expresar con notación matemática de la siguiente forma: 
" {\displaystyle f:[a,b]\subseteq \mathbb {R} \longrightarrow \mathbb {R} ,a<b\Longrightarrow \exists r,s\in [a,b]\mid \forall x\in [a,b]:f(r)\leq f(x)\leq f(s)} ".

## Lógica proposicional, álgebra de Boole

### Operadores básicos
Los operadores lógicos más básicos son la conjunción, la disyunción, y la negación. 
Sean {\displaystyle p} y {\displaystyle q} dos proposiciones
| Operación  | Notación                 | Se lee                |
| ---------- | ------------------------ | --------------------- |
| Negación   | {\displaystyle \neg p}   | no 'p'                |
| Conjunción | {\displaystyle p\land q} | 'p' y 'q'             |
| Disyunción | {\displaystyle p\lor q}  | 'p' o (inclusivo) 'q' |

Los operadores básicos se usan para formar declaraciones atómicas. Las declaraciones atómicas dicen cual combinación de pp y qq es verdad.

### Implicación
Una combinación muy útil de los operadores matemáticos es la implicación. Se escribe {\displaystyle p\to q} o {\displaystyle p\Rightarrow q} como abreviatura de {\displaystyle \neg p\lor q}. La declaración "{\displaystyle p} implica {\displaystyle q}" es cierta siempre que {\displaystyle p} sea verdad, pero no necesariamente si {\displaystyle q} lo es (ya que q puede ser verdad por otras razones).
Si {\displaystyle p\Rightarrow q} y {\displaystyle q\Rightarrow p}, se escribe {\displaystyle p\Leftrightarrow q}, que se lee "{\displaystyle p} implica y es implicada por {\displaystyle q}", o bien "{\displaystyle p} si y solo si {\displaystyle q}".
Uno de los usos más comunes de los operadores lógicos se encuentra en la Programación de Sistemas de Información, así como en la generación de circuitos eléctricos, y en general en cualquier sistema de toma de decisiones para la empresa o para la vida cotidiana, por ejemplo:
Si salgo tarde de mi casa y no tengo vehículo, entonces llegaré tarde al trabajo. 
Conjunción: Salgo tarde {\displaystyle \land } no tengo vehículo {\displaystyle \Rightarrow } llegaré tarde al trabajo.
Si el libro esta deteriorado o no lo uso, lo donaré.
Disyunción lógica: Libro deteriorado {\displaystyle \lor } libro que no uso {\displaystyle \Rightarrow } lo donaré

### Contradicciones del lenguaje
Si se dice: aquí no hay nadie y se aplica literalmente la doble negación expresada en el habla cotidiana, entonces, se podría entender que aquí hay alguien.
Negación lógica: no {\displaystyle \neg } hay nadie {\displaystyle \Rightarrow } aquí hay alguien.
Si una empresa no produce nada, podríamos entender que la empresa produce algo.
Negación lógica: no {\displaystyle \neg } produce nada {\displaystyle \Rightarrow } produce algo.

Otros idiomas, como el francés, evitan esta ambigüedad o contradicción delimitando la negación con una doble marca, remplazando sólo la segunda marca cuando se utiliza "nada" o "nadie",   de manera que cuando se conjuga la negación se remplaza sólo la segunda marca,  "ne...pas"  se convierte en "ne...rien"  o "ne ...personne", lo cual evita  una posible interpretación de doble negación de la estructura básica.

### Cuantificadores
Hasta ahora las declaraciones que podemos hacer no dicen cuándo son verdades. Para decirnos cuándo una declaración es verdad, necesitamos los cuantificadores. Hay tres cuantificadores básicos: el cuantificador universal, el cuantificador existencial y el cuantificador existencial con marca de unicidad. Aquí están los símbolos.
| Nombre                                          | Notación                          | Se lee                      |
| ----------------------------------------------- | --------------------------------- | --------------------------- |
| cuantificador universal                         | {\displaystyle \forall x\ldots }  | Para todo x...              |
| cuantificador existencial                       | {\displaystyle \exists x\ldots }  | Existe por lo menos un x... |
| cuantificador existencial con marca de unicidad | {\displaystyle \exists !x\ldots } | Existe un único x...        |

Las declaraciones cuantificadas se escriben en la forma {\displaystyle \forall x\ ,\ p\quad o\quad \exists y\mid q} que se leen "para todo {\displaystyle x}, es verdad que {\displaystyle p}" y "existe por lo menos un {\displaystyle y} tal que {\displaystyle q} es verdad".
Estos dos últimos cuantificadores pueden usarse para lo mismo, ya que {\displaystyle \neg \forall x\ ,\ p} dice lo mismo que dice {\displaystyle \exists x|\neg p}. En palabras, decir "no es para todo {\displaystyle x} que {\displaystyle p} es verdad" es igual que decir "existe {\displaystyle x} tal que {\displaystyle p} es falsa".

## Análisis matemático

### Análisis real

#### Límites
Para decir que el límite de la función {\displaystyle f} es {\displaystyle L} cuando {\displaystyle x} tiende a {\displaystyle a}, se escribe:
{\displaystyle \lim _{x\to a}f(x)=L} o bien {\displaystyle f(x){\overset {x\to a}{\rightarrow }}L} o simplemente {\displaystyle f(x)\to L}.
Igualmente, para decir que la sucesión {\displaystyle \{a_{n}\}} va a {\displaystyle a} cuando {\displaystyle n} tiende a la infinidad, se escribe:
{\displaystyle \lim _{n\to \infty }a_{n}=a} o bien {\displaystyle a_{n}\to a}.

#### Derivadas

##### Derivadas ordinarias
Se define la derivada de una función como el límite del cociente del cambio en la ordenada y la abscisa. Hay varias notaciones para denotar la derivada de una función de una sola variable:
{\displaystyle y=f(x)\,}
Las derivadas serían:
{\displaystyle y'\quad f'(x)\quad {\frac {d}{dx}}f(x)\quad {\frac {dy}{dx}}\quad D_{x}(y)\quad D_{x}(f(x))}

##### Derivadas parciales
Si la función depende de dos o más variables, por ejemplo:
{\displaystyle z=f(x,y)\,}
Las derivadas parciales respecto a cada una de las variables independientes:
{\displaystyle {\frac {\partial z}{\partial x}}\quad {\frac {\partial }{\partial x}}f(x,y)\quad {\frac {\partial z}{\partial y}}\quad {\frac {\partial }{\partial y}}f(x,y)}
{\displaystyle {\frac {\partial ^{2}z}{\partial x\partial y}}\quad {\frac {\partial ^{2}}{\partial x\partial y}}f(x,y)\quad {\frac {\partial ^{2}z}{\partial x^{2}}}\quad {\frac {\partial ^{2}}{\partial x^{2}}}f(x,y)\quad {\frac {\partial ^{2}z}{\partial y^{2}}}\quad {\frac {\partial ^{2}}{\partial y^{2}}}f(x,y)}